# Pfau (Wappentier)

Pfau im Wappen des Landkreises Neuwied

Pfau als Wappentier von Alsbach (Westerwald)

Der Pfau ist als Wappentier eine gemeine Figur.
Das zu den Hühnervögeln zählende Tier ist in der Darstellung im Wappen seiner natürlichen Erscheinung sehr nahe. Die Wahl des blauen Pfaues kommt der in Europa verbreiteten Art als bekannteste und schmuckvollsten Vertreter der Fasanenartigen entgegen. Er war der Wappenvogel der Grafschaft Wied.
Sein Bild im Wappen ist verbreitet blau, nach rechtslaufend mit langem Schwanz als Schleppe oder als aufgestelltes Federrad, wie es als Balzverhalten bekannt ist. Der Kopf wird mit einer Federkrone geschmückt. Die Verwendung im Wappen lässt auf die sprichwörtliche Eitelkeit schließen. Insbesondere gibt auch der erhabene Gang des Vogels dazu Anlass. Das Tier mit aufgeschlagenem Rad (bei der Balz aufgestellte Schwanzfedern) wird als schweifspiegelnder Pfau beschrieben.
Die Schwanzfedern sind als Zier im Oberwappen (Beispiel der Wappenhelm der Herzöge von Braunschweig) beliebt, da die „Augen“ auf den Federn ein besonderes Schmuckelement bilden. Diese werden in übersichtlicher Zahl mit den Augen zum Betrachter gefächert positioniert. Gebündelte Federn werden in der Heraldik auch Pfauenstoß genannt. Der Pfauenwedel ist eine weitere Darstellung (Beispiel ist der Helmkleinod der Grafen von Anhalt). Die Anzahl und die Augenfarbe ist zu erwähnen bei der Beschreibung. Eine besondere Abwandlung ist der in der französischen Heraldik verbreitete als Gante bezeichnete Pfau mit einem Frauenkopf.
Auch in Religion und Mythologie ist der Pfau verbreitet. Als Symbol der Auferstehung steht er in der christlichen Welt. In Indien ist es ein heiliges Tier.
Der Pfau ist bereits seit dem 12. Jahrhundert als Wappentier bekannt. Als 1914 Prinz Wilhelm zu Wied als Fürst von Albanien eingesetzt wurde, wurde der Pfau in das Mittelschild des albanischen Doppeladlers übernommen.
Als Wappenträger für die Habsburger Wappengalerie ist der Pfau ebenfalls in die Heraldik eingegangen.

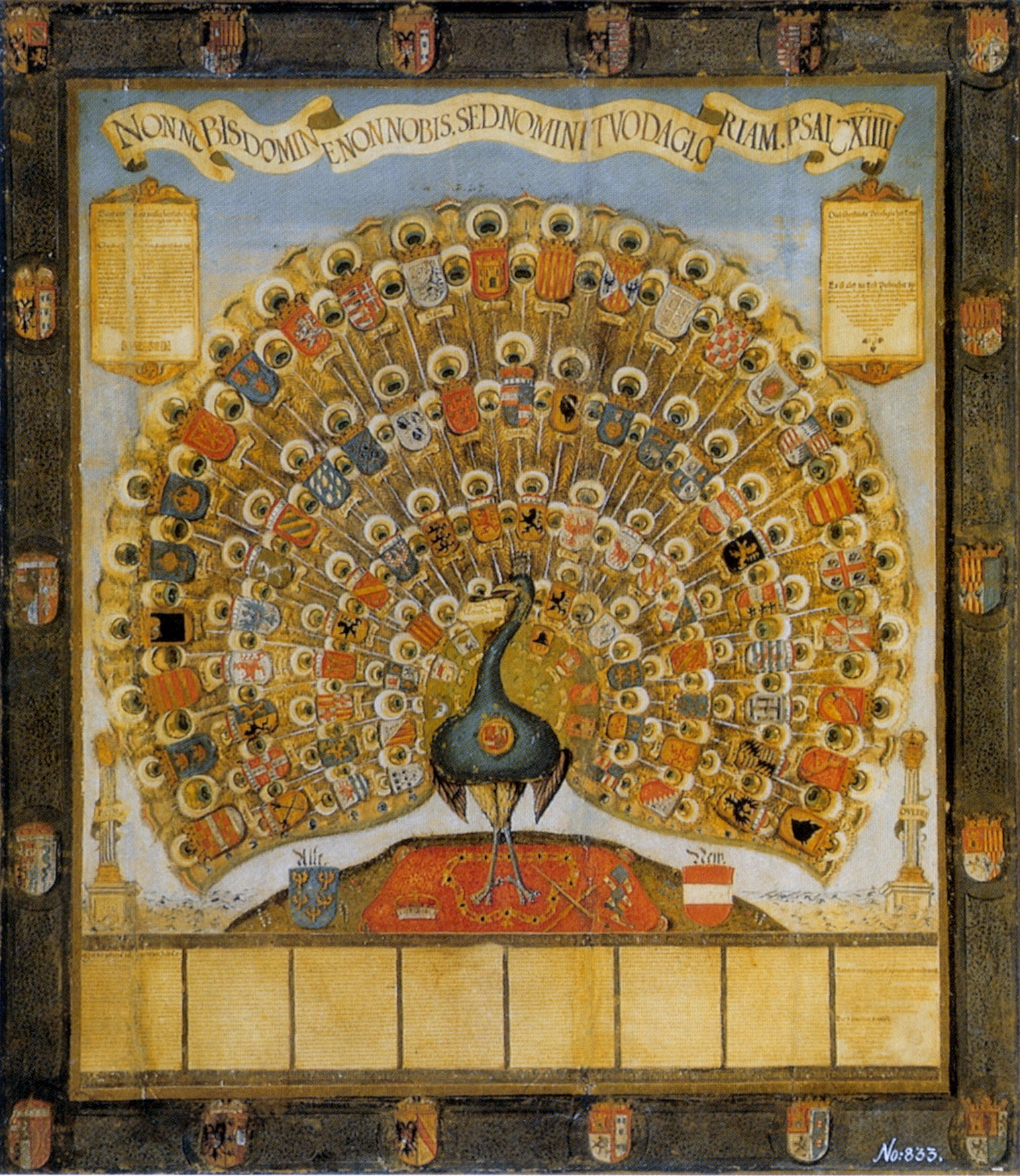
Radschlagender Pfau als Schildhalter um 1555
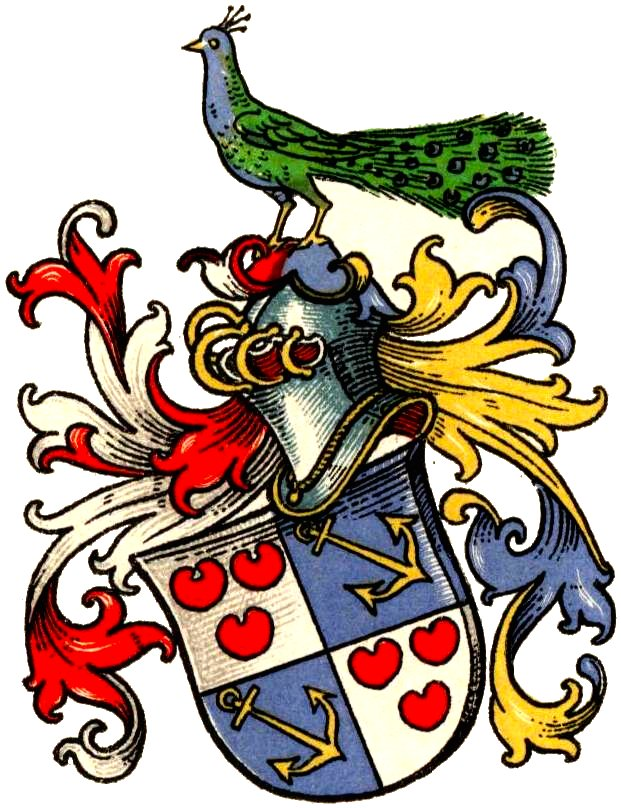
Pfau als Helmzier der Grafen von Tecklenburg-Lingen
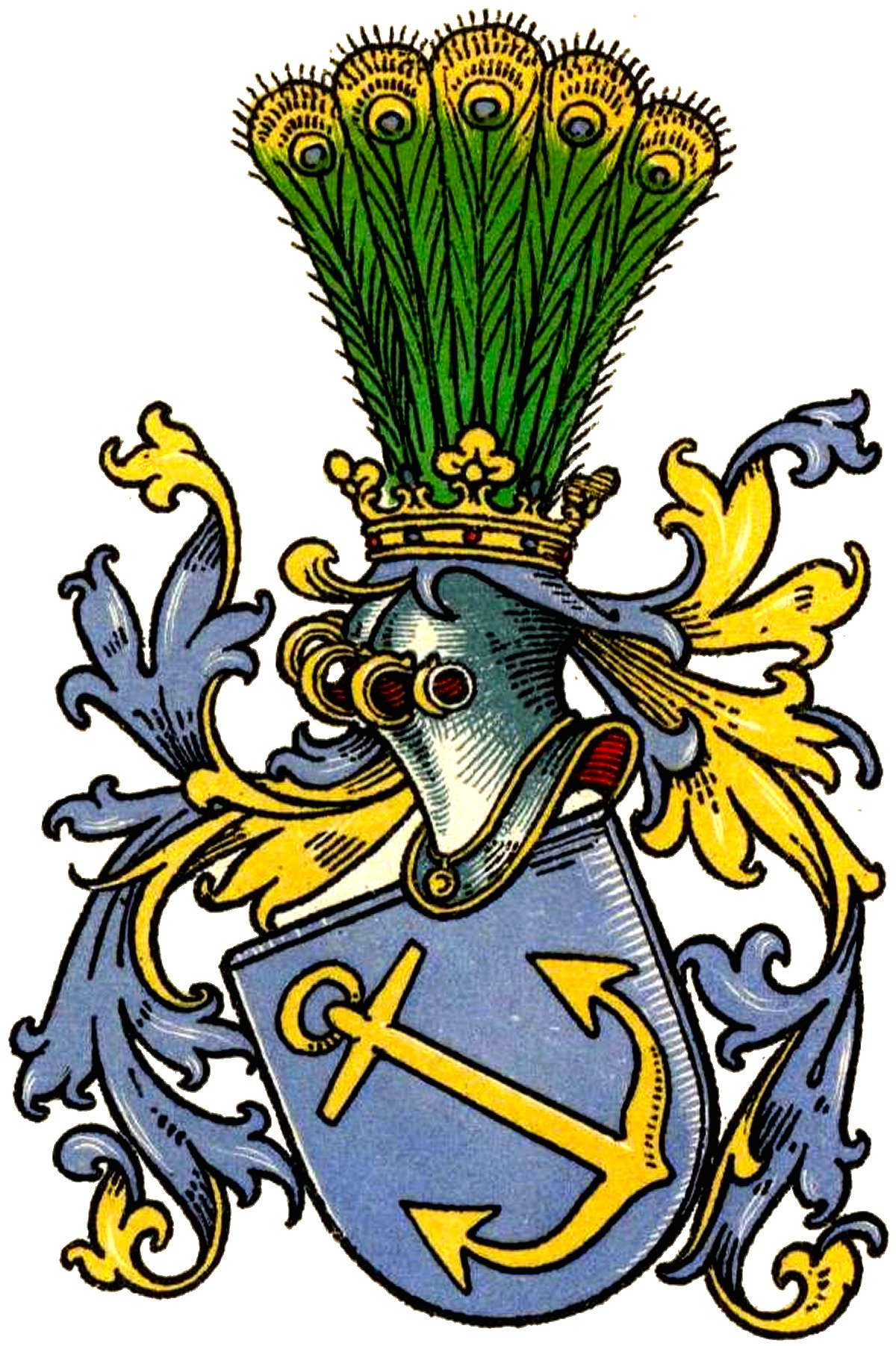
Pfauenfedern als Helmzier der Grafen von Lingen
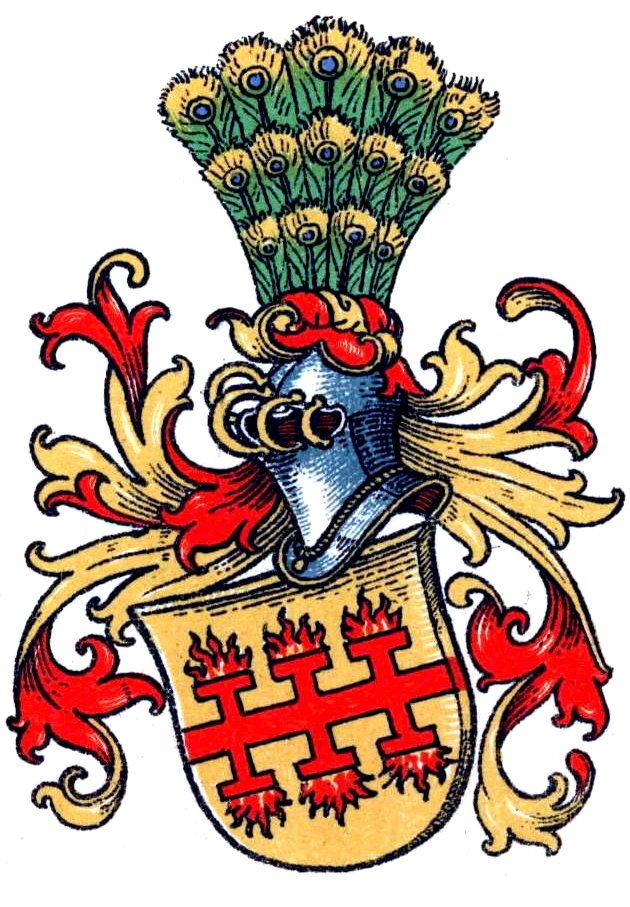
Fächerförmiger Pfauenstoß als Helmzier derer von Weltze
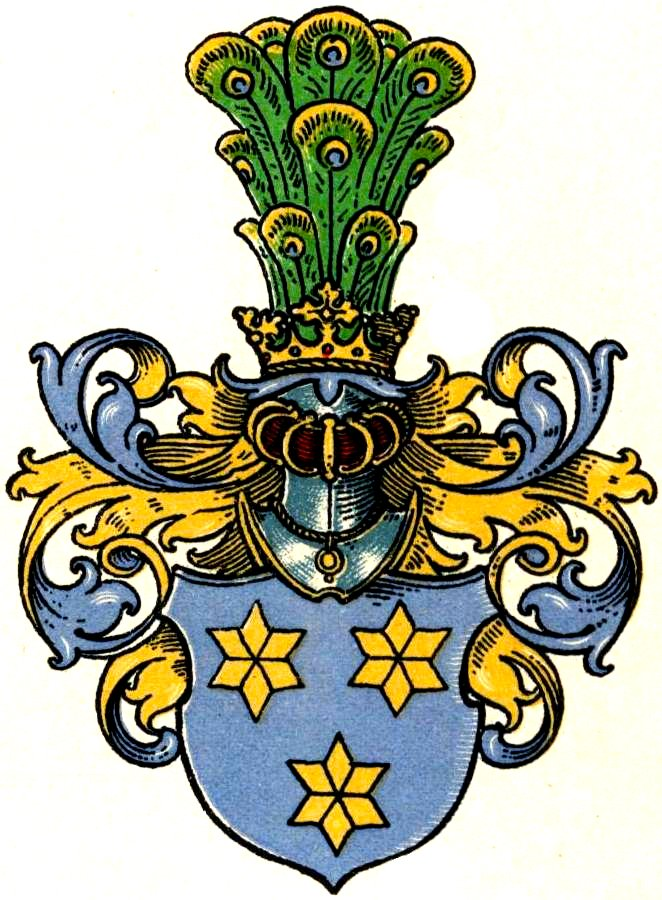
Zylinderförmiger Pfauenstoß als Helmzier derer von Töwden
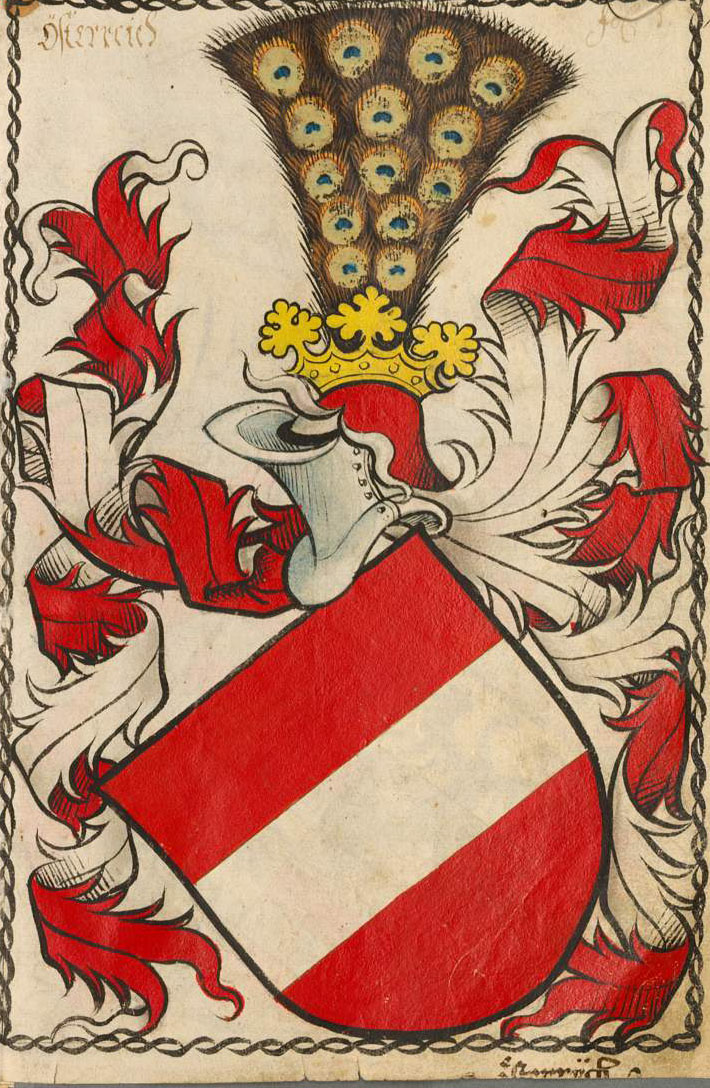
Wappen der Babenberger (Bindenschild mit Pfauenstoß) auf das die österreichischen Staatssymbole zurückgehen
Ermelo (Niederlande)
Fällanden im Kanton Zürich
Faoug im Kanton Waadt
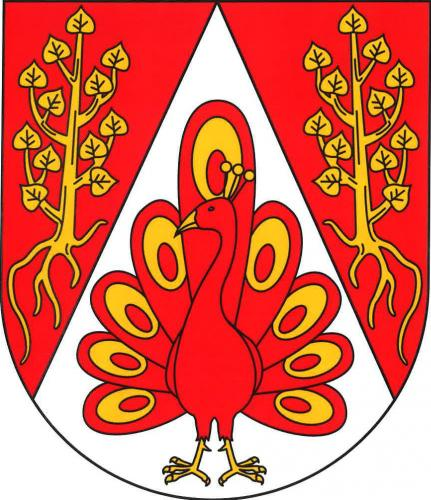
Jičínowes (Tschechien)
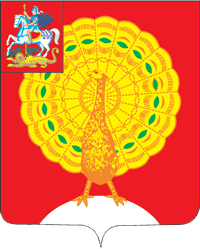
Serpuchow (Russland)
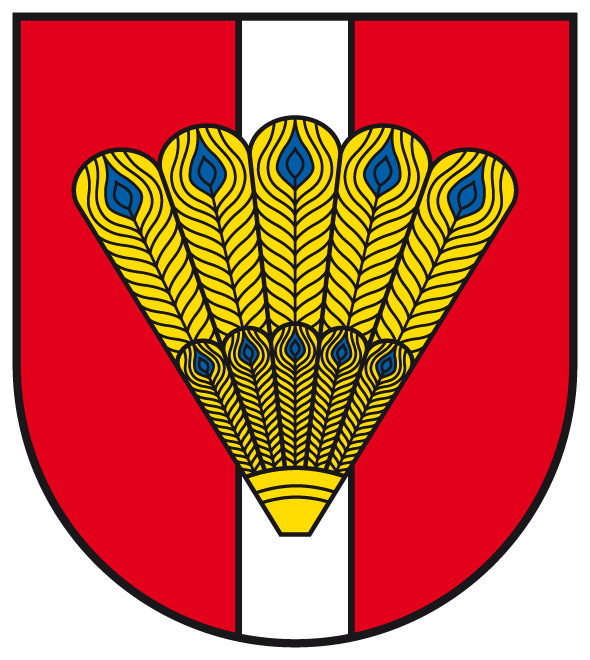
Groß Santersleben mit fächerartig gebundenen Pfauenfedern